# Juan 3

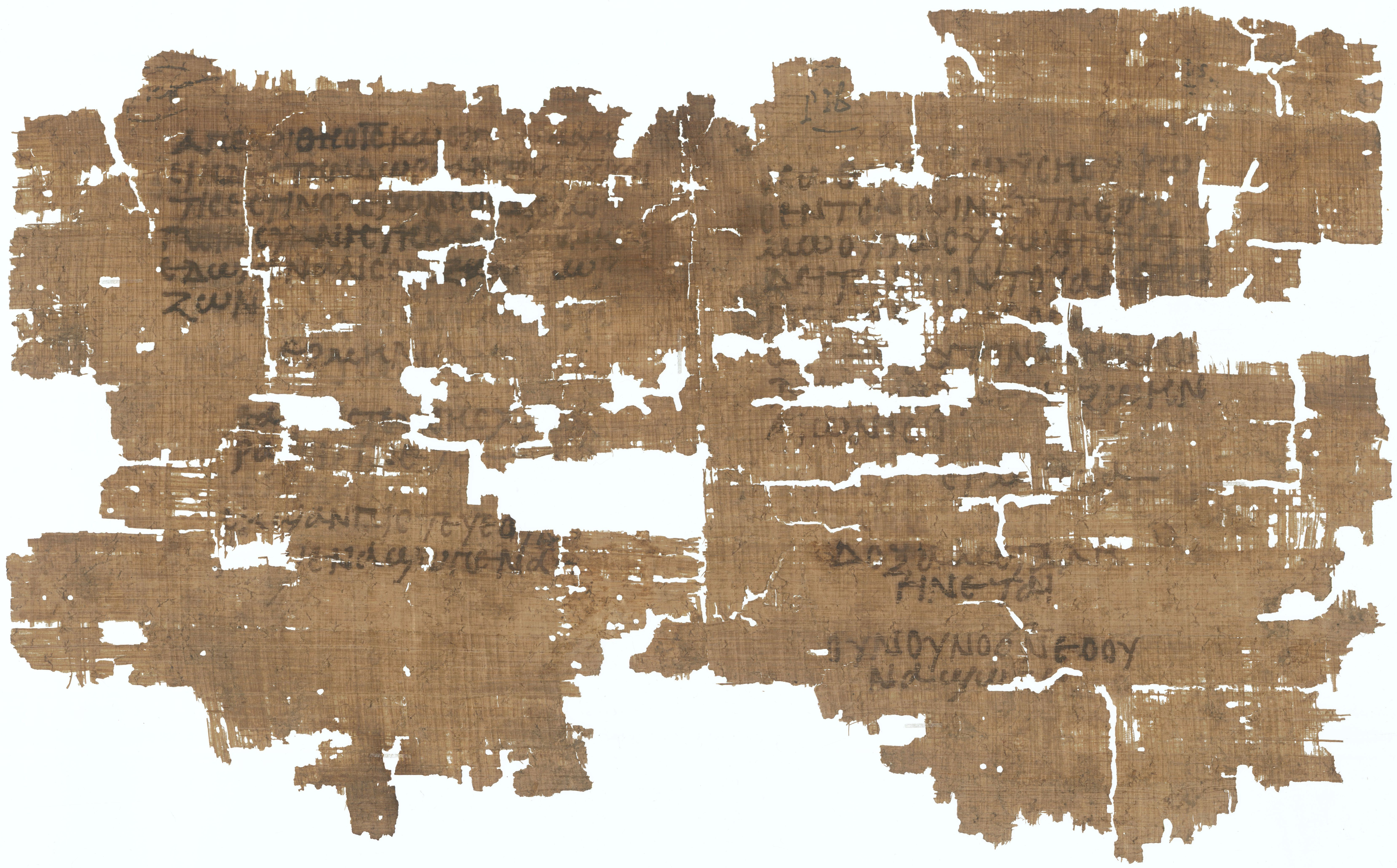
Juan 3:14-18 en el lado recto en el Papiro 63 (c. AD 500)

Juan 3 es el tercer capítulo del Evangelio de Juan en el Nuevo Testamento de la Biblia Cristiana. Trata de la conversación de Jesús con Nicodemo, uno de los fariseos judíos, y del testimonio continuado de Juan el Bautista sobre Jesús. El predicador bautista Charles Spurgeon dijo de este capítulo que es el que elegiría «para leer a un moribundo que no conociera el Evangelio, [como] el más adecuado para tal ocasión».

## Texto
El texto original fue escrito en griego koiné. Este capítulo está dividido en 36 versículos. Algunos manuscritos tempranos que contienen el texto de este capítulo son: 
- Papiro 75 (175-225 d. C.)
- Papiro 66 (c. 200)
- Codex Vaticanus (325-350)
- Codex Sinaiticus (330-360)
- Codex Bezae (c. 400; Versículos 27-36 existentes)
- Codex Alexandrinus (400-440)
- Codex Ephraemi Rescriptus (c. 450; existen los Versículos 34-36)
- Papiro 63 (c. 500; existen los Versículos 14-18).[2]

## Diálogo de Cristo con Nicodemo (3:1-21)

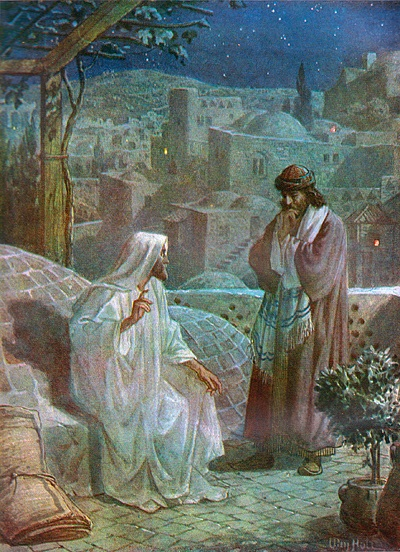
Jesús hablando con Nicodemo, representado por William Hole

La primera parte del capítulo comienza con Nicodemo, de quien se dice que es miembro del consejo gobernante, que viene por la noche a hablar con Jesús, a quien llama Rabí. A causa de los «signos milagrosos» de Jesús, Nicodemo y otros («nosotros» en 3:2) han reconocido que Jesús es « un maestro venido de Dios». No está claro para quién habla Nicodemo - la traducción en The Voice añade la redacción, «Maestro, algunos de nosotros hemos estado hablando...» - pero muchos comentaristas infieren del escenario nocturno de esta reunión que Nicodemo vino solo, en privado, «por vergüenza, y temor de sus hermanos del consejo», vergüenza posiblemente surgida porque, «siendo un maestro en Israel, [no querría] ser visto como un erudito que va a aprender de otro».  El escritor metodista Joseph Benson señala, con apoyo, la interpretación del teólogo Daniel Whitby, de que «los fariseos y los gobernantes sabían que Cristo era un maestro venido de Dios».
En respuesta, Jesús declaró: «Os aseguro que nadie puede ver el reino de Dios si no nace de arriba, o nacer de nuevo.» La palabra en griego ἄνωθεν, puede traducirse como «de nuevo» o «de lo alto». La Biblia del rey Jacobo, la English Standard Version y la Nueva Versión Internacional dicen «nacido de nuevo», mientras que la New Revised Standard Version y la Young's Literal Translation tienen ambas «nacido de lo alto» en su texto con una nota alternativa «nacido de nuevo». La respuesta de Nicodemo: «¿Cómo puede alguien nacer siendo viejo? Seguramente no pueden entrar por segunda vez en el vientre de su madre para nacer!" refleja una comprensión de que Jesús está hablando de un segundo nacimiento.

### Versículo 5
Respondió Jesús: De cierto, de cierto te digo, que el que no naciere de agua y del Espíritu, no puede entrar en el reino de Dios.'.
Spurgeon habla de la expresión «En verdad, en verdad» como «el modismo peculiar de nuestro Señor Jesucristo». La redacción griega es αμην αμην, amēn, amēn. Jesús habla de lo que significa nacer de nuevo y del camino al cielo. «Os aseguro que nadie puede entrar en el reino de Dios si no nace del agua y del Espíritu. La carne da a luz la carne, pero el Espíritu da a luz el espíritu."

### Versículo 7
No te maravilles de que te dije: Os es necesario nacer de nuevo.

El teólogo Donald Guthrie afirma que este Versículo da énfasis al «carácter imperativo del nuevo nacimiento», sin «nada opcional al respecto'».

### Versículo 14
Y como Moisés levantó la serpiente en el desierto, así debe ser levantado el Hijo del hombre:

Este Versículo alude a Números 21:5-9.

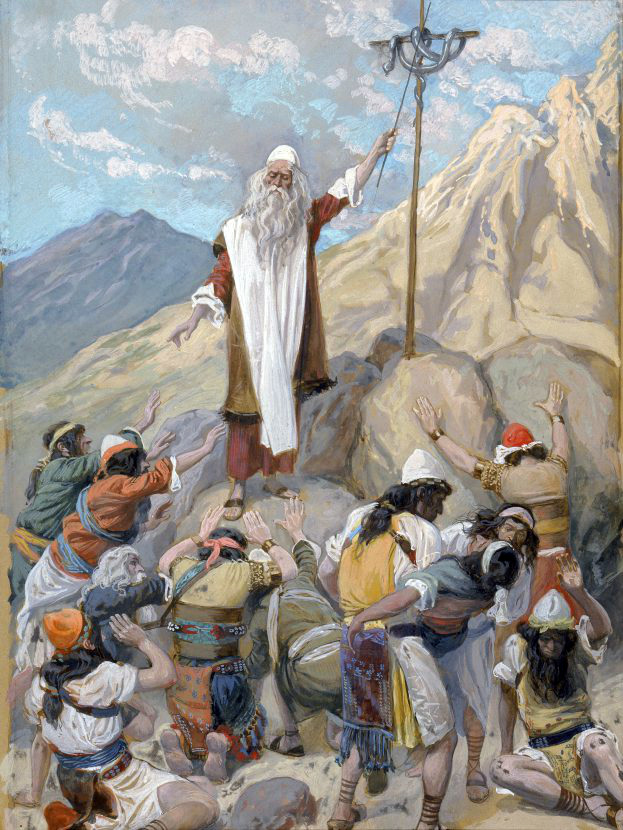
Moisés levantó la «serpiente de bronce» (acuarela c. 1896-1902 por James Tissot)

- «Sé elevado»: (especialmente en el Evangelio de Juan) se refiere a 'una acción continua de ascensión, que comienza con la cruz pero termina a la derecha del Padre', en tres pasos: (1) la muerte de Jesús en la cruz, (2) su resurrección y (3) su ascensión de vuelta al cielo (cf. Filipenses 2:5-11; Juan 1:51; Juan 12|12:32).[15]

### Versículo 16
Porque de tal manera amó Dios al mundo, que ha dado a su Hijo unigénito, para que todo aquel que en él cree, no se pierda, mas tenga vida eterna.

Este capítulo pretende mostrar la importancia de la creencia en Jesús como hijo de Dios. Aquí se muestra a Jesús proclamándose ya el Mesías y exponiendo aspectos de la teología cristiana, en contraste con el Marcos, por ejemplo, donde Jesús parece intentar mantener en secreto el hecho de su divinidad hasta su viaje final a Jerusalén.
Nicodemo aparece aquí y en el capítulo Juan 7:50, y aparece en Juan Juan 19:39, y sólo en el Evangelio de Juan, como ayudando a José de Arimatea a enterrar a Jesús.

### Comentarios
Nicodemo era probablemente miembro del Sanedrín de Jerusalén y muy posiblemente una persona culta, tal vez un escriba o doctor de la Ley, ya que Jesús se dirige a él como "maestro de Israel". Podemos considerarlo un intelectual, alguien que razona, investiga y hace de la búsqueda de la verdad una de las misiones principales de su vida, operando dentro de los marcos de la mentalidad judía de su época. Sin embargo, para comprender las verdades divinas, la razón no es suficiente; se requiere también humildad y gracia. Nicodemo debe admitir que, a pesar de sus estudios, aún es ignorante en los asuntos de Dios. En el diálogo entre Jesús y Nicodemo, el evangelista presenta una enseñanza clara sobre quién es Jesús, qué tipo de salvación ofrece y qué se necesita para obtenerla: la fe recibida en el Bautismo a través del Espíritu Santo. Al principio del diálogo, Jesús destaca la necesidad de nacer de nuevo por medio del agua y el Espíritu Santo. La palabra griega anothen, que se traduce como de lo alto, también puede significar de nuevo, como lo interpreta Nicodemo. Con la metáfora del nuevo nacimiento, se subraya la transformación del hombre después del Bautismo, convirtiéndose en un ser según el Espíritu de Dios, adquiriendo filiación divina y la libertad de un hijo de Dios.

Todos aquellos que creyeron en Cristo recibieron el poder de hacerse hijos de Dios, esto es, hijos del Espíritu Santo, para que llegaran a ser de la misma naturaleza de Dios. Y, para poner de relieve que aquel Dios que engendra es el Espíritu Santo, éste añadió con palabras de Cristo: Te lo aseguro, el que no nazca de agua y de Espíritu no puede entrar en el Reino de Dios.

 Existen dos nacimientos; mas él [Nicodemo] sólo de uno tiene noticia. Uno es de la tierra y otro es del Cielo; uno de la carne y otro del Espíritu; uno de la mortalidad, otro de la eternidad; uno de hombre y mujer, y otro de Cristo y de la Iglesia. Los dos son únicos. Ni uno ni otro se pueden repetir. 

Jesús le explica a Nicodemo que la fe es esencial para comprender sus enseñanzas. Él compara su futura crucifixión con la serpiente de bronce que Moisés levantó en un mástil por mandato divino, como cura para aquellos que fueron mordidos por serpientes venenosas durante el éxodo. De la misma manera, Jesús, elevado en la cruz, ofrece salvación a todos los que lo contemplen con fe y se convierte en motivo de juicio para quienes no creen en Él.

Las palabras de Cristo son al mismo tiempo palabras de juicio y de gracia, de muerte y de vida. Porque solamente dando muerte a lo viejo podemos acceder a la nueva vida (…). Nadie se libera del pecado por sí mismo y por sus propias fuerzas ni se eleva sobre sí mismo; nadie se libera completamente de su debilidad, o de su soledad, o de su esclavitud. Todos necesitan a Cristo, modelo, maestro, libertador, salvador, vivificador. 

Las palabras finales resumen cómo la muerte de Jesucristo es la máxima expresión del amor de Dios hacia la humanidad. Tanto para los primeros receptores del evangelio como para los lectores contemporáneos, estas palabras representan una urgente invitación a responder al amor divino, tanto que 

nos acordemos del amor con que [el Señor] nos hizo tantas mercedes y cuán grande nos le mostró Dios (…): que amor saca amor (…). Procuremos ir mirando esto siempre y despertándonos despertándonos para amar. 

Las palabras «tanto amó Dios al mundo…» las comenta  Juan Pablo II diciendo que

«nos introducen al centro mismo de la acción salvífica de Dios. Ellas manifiestan también la esencia misma de la soterología cristiana, es decir, de la teología de la salvación. Salvación significa liberación del mal, y por ello está en estrecha relación con el problema del sufrimiento. Según las palabras dirigidas a Nicodemo, Dios da su Hijo al “mundo” para librar al hombre del mal, que lleva en sí la definitiva y absoluta perspectiva del sufrimiento. Contemporáneamente, la misma palabra “da” (“dio”) indica que esta liberación debe ser realizada por el Hijo unigénito mediante su propio sufrimiento. Y en ello se manifiesta el amor, el amor infinito, tanto de ese Hijo unigénito como del Padre, que por eso “da” a su Hijo. Éste es el amor hacia el hombre, el amor por el “mundo”: el amor salvífico.

La entrega de Cristo constituye la llamada más apremiante a corresponder a su gran amor y así lo expresa Josemaría Escrivá:

Si Dios nos ha creado, si nos ha redimido, si nos ama hasta el punto de entregar por nosotros a su Hijo Unigénito (Jn 3,16), si nos espera —¡cada día!— como esperaba aquel padre de la parábola a su hijo pródigo (cfr Lc 15,11-32), ¿cómo no va a desear que lo tratemos amorosamente? Extraño sería no hablar con Dios, apartarse de Él, olvidarle, desenvolverse en actividades ajenas a esos toques ininterrumpidos de la gracia. 

## Jesús bautiza (3:22-36)
En la segunda parte del capítulo, Jesús se dirige con sus discípulos a la tierra de Judea, la región alrededor de Jerusalén, presumiblemente hacia el río Jordán, permanece allí y bautiza. Juan el Bautista también está bautizando a la gente cerca, en Aenón, cerca de Salim, porque el agua era abundante allí, y la gente seguía viniendo para bautizarse.
Los discípulos de Juan le dicen que Jesús también está bautizando a la gente, parece que más que Juan (John 3:26: «todo el mundo acude a Él»). Juan responde: «Un hombre sólo puede recibir lo que se le da desde el cielo. Vosotros mismos podéis atestiguar que yo dije: 'Yo no soy el Cristo, sino que soy enviado delante de él'. La novia pertenece al novio. El amigo que asiste al esposo lo espera y lo escucha, y se llena de alegría cuando oye la voz del esposo. Esa alegría es la mía, y ahora es completa. Él debe hacerse más grande; yo, menos». Y termina diciendo: «El que cree en el Hijo tiene vida eterna, pero el que rechaza al Hijo no verá la vida, porque la ira de Dios permanece sobre él». Este pasaje pretende mostrar la aceptación por parte de Juan de la superioridad de Jesús, así como un mayor énfasis en la creencia en él como camino hacia la vida eterna/el cielo. Hay un grupo etnorreligioso que aún sobrevive en la actualidad, los mandeos, que reivindican a Juan como el profeta más grande.

### Versículo 36
El que cree en el Hijo tiene vida eterna; y el que no cree en el Hijo no verá la vida, sino que la ira de Dios permanece sobre él.'
En el pasaje paralelo que contiene la predicación de Juan el Bautista en el Evangelio de Mateo, la condena se dirige hacia los fariseos y los saduceos, a quienes se desafía a «dar frutos dignos de arrepentimiento».

### Comentarios
El evangelista aclara más adelante que no era Jesús quien bautizaba, sino sus discípulos. Este rito no era aún el Bautismo cristiano, ya que este comenzó después de la resurrección de Cristo. Ainón significa "fuentes" en arameo. Salim se ubicaba al noreste de Samaría, al sur de Escitópolis o Beit She'an, cerca de la margen occidental del río Jordán, aproximadamente a 20 km al sur del lago de Genesaret. En este pasaje, Juan el Bautista reafirma la superioridad de Jesús sobre él. El "amigo del esposo" hacía referencia a quien, según la costumbre judía, acompañaba al novio en los primeros momentos de su matrimonio y participaba en las celebraciones. Sin embargo, como señala el Bautista, había una gran diferencia entre él y el esposo, el verdadero protagonista del evento.
Mediante el simbolismo del matrimonio, donde Jesucristo es el Esposo y la Iglesia es la Esposa, se evoca la unión en la que Cristo incorpora a la Iglesia. La alegría del Bautista refleja que la misión del Mesías ha comenzado. Su gozo es completo cuando Jesucristo reúne a sus seguidores. Esto anticipa la alegría de la Iglesia al recibir nuevos miembros en el Cuerpo de Cristo. El Bautista entendió su papel como Precursor, desapareciendo ante la llegada del Mesías, y lo cumplió con fidelidad y humildad. De igual manera, el cristiano debe evitar el protagonismo personal en su labor apostólica y permitir que sea Cristo a quien los hombres busquen, vaciándose de sí mismo para que Cristo llene su vida.

Es necesario que Cristo crezca en ti, para que progreses en su conocimiento y amor: porque cuanto más lo conoces y lo amas, tanto más crece Cristo en ti.

## Uso de los Versículos de Juan 3
Las referencias bíblicas de los versículos Juan 3:7 y Juan 3:16 se utilizan tanto en la señalización como en la cultura popular para comunicar el mensaje del evangelio cristiano.